# Sebastian Griegel
Sebastian Griegel (* 29. April 1993 in Garmisch-Partenkirchen) ist ein deutscher Schauspieler, Hörspiel- und Synchronsprecher.

## Leben
Schon in seiner Schulzeit spielte Griegel leidenschaftlich Theater. Daraufhin absolvierte er von 2013 bis 2017 sein Schauspielstudium an der Bayerischen Theaterakademie August Everding.
Bekanntheit erlangte er als Horst im US-amerikanischen Film Die junge Frau und das Meer (2024).
Zudem wirkte er als deutscher Synchronsprecher in international bekannten Serien wie  Das Rad der Zeit (Hauptrolle Mat) und Der Herr der Ringe: Die Ringe der Macht, in der er der Figur Valandil seine Stimme lieh, mit. 2024 sprach Sebastian Griegel die Figur Sam im  Film Im Wasser der Seine.
2022 stand er als Sänger und Gitarrist in einer Elvis-Retrospektive auf der Bühne des Metropoltheaters in München.

## Theater (Auswahl)
- 2022: Dinge, die ich sicher weiß von Andrew Bowell[5]
- 2024: Der Fiskus von Felicia Zeller (Metropoltheater München)[6]

## Film und Fernsehen (Auswahl)
- 2017: The State (Englische Miniserie, vier Episoden)
- 2018: Tatort: Freies Land
- 2018: Die Eifelpraxis[7]
- 2018: Gefangen – Der Fall K.[8]
- 2020: Barbaren (drei Folgen)
- 2024: Die junge Frau und das Meer
- 2025: Tatort: Die große Angst

## Hörspiele (Auswahl)
- 2019: Andreas Unger: Die Anhörerin (Kollege 1) – Regie: Teresa Hoerl (Original-Hörspiel – BR)
  - Auszeichnung: Hörspiel des Monats Juli 2019[9]
- 2023: Katja Röder, Greulix Schrank: Dunkelbiertod. Der dritte Fall für Melitta und Stern – Regie: Stefanie Ramb (Originalhörspiel, Kriminalhörspiel – BR)[10]